# Corrie Sanders
Cornelius Johannes Sanders, detto Corrie (Pretoria, 7 gennaio 1966 – Pretoria, 23 settembre 2012), è stato un pugile sudafricano, che combatteva nella categoria dei pesi massimi (WBO e WBU) e che fu professionista dal 1989 al 2008.
Soprannominato "The Sniper" ("il cecchino"), in carriera disputò 46 incontri da professionista, vincendone 42 (di cui 31 per K.O.) e perdendone 4 (tutti per K.O.), diventando anche campione mondiale WBU e WBO.
Era allenato da Harold Volbrecht.

## Biografia
Cornelius Johannes Sanders era nato a Pretoria (Sudafrica), il 7 gennaio 1966.

### Carriera
Inizia la propria carriera agonistica alla fine degli anni ottanta.
Disputa il suo primo incontro da professionista il 2 aprile 1989 Corrie Sanders, su travele.id, affrontando e battendo a Città del Capo King Kong Dyubele, che finisce al tappeto al primo round.
Il 27 luglio 1991 vince il titolo sudafricano dei pesi massimi, battendo a Sun City Johnny Du Plooy.
La sua prima sconfitta (per k.o. al secondo round) è con Nate Tubbs e giunge dopo 23 vittorie consecutive.
L'8 marzo 2003, diventa campione mondiale dei pesi massimi WBO, battendo a Hannover, in Germania, il campione in carica, l'ucraino Volodymyr Klyčko, che viene mandato k.o. dopo 37 secondi dall'inizio del secondo round. In seguito, rinuncia a difendere il titolo.
Nel 2004 affronta Vitaly Klicko per il titolo WBC, all'inizio il match sembra la copia dell'incontro con Volodymir ma Vitaly al contrario del fratello resiste e prende le misure al sudafricano finché i suoi colpi non aprono una ferita al sopracciglio di Sanders che sanguina e perde lucidità. Nel corso del round 8 l'arbitro non può che constatarne il ko tecnico.
Il 2 febbraio 2008 disputa il suo ultimo incontro, affrontando Osbourne Machimana e chiudendo la propria carriera con una sconfitta per k.o.

### La tragica morte
Intorno alle sei di sera di sabato 22 settembre 2012, mentre si trova in un ristorante di Blitz, nei pressi di Pretoria, per festeggiare il 21º compleanno di una nipote, viene ferito allo stomaco e ad una mano da colpi d'arma da fuoco sparati all'impazzata da tre rapinatori (secondo alcune testimonianze, nel tentativo di proteggere un figlio). Trasportato al Kafalong Hospital di Pretoria, muore alle 4 del mattino di domenica 23 settembre 2012.
Cinque giorni dopo, venerdì 28 settembre 2012, vengono arrestati i presunti responsabili dell'omicidio di Sanders, un ventisettene, un venticinquenne e un diciannovenne originari dello Zimbabwe.
I funerali di Corrie Sanders vengono celebrati lunedì 1º ottobre 2012 nella Ned Geref Kerk a Wonderpark, Pretoria, alla presenza di centinaia di persone.

## Palmarès
- 1991: campione sudafricano dei pesi massimi
- 2003: campione mondiale dei pesi massimi WBO